# Gerben Karstens
Gerben Karstens (14 de janeiro de 1942 – Dongen, 8 de outubro de 2022) foi um ciclista neerlandês que disputou os Jogos Olímpicos de Verão de 1964, conquistando a medalha de ouro nos 100 km contrarrelógio por equipes.